# Daniel de Fernando
Daniel de Fernando Alonso (Arenas de San Pedro, Avila, 12 de febrero de 1938-Ávila, 7 de marzo de 2019) fue un farmacéutico y político español.

## Biografía
Nació el 12 de febrero de 1938, dependiendo de las fuentes bien en Arenas de San Pedro o en Guisando, ambas localidades pertenecientes a la provincia de Ávila.
Farmacéutico de profesión, presidió el Colegio de Farmacéuticos de Ávila.
Proveniente del Partido Popular, fue estrecho colaborador y hombre fuerte de Adolfo Suárez (también abulense) en la provincia de Ávila, donde se encargó de organizar a la Unión de Centro Democrático. Fue diputado por Ávila en la legislatura constituyente en el grupo parlamentario de UCD. Miembro del Consejo General de Castilla y León en el período preautonómico.  Tras las elecciones municipales de 1979 se convirtió en presidente de la Diputación Provincial de Ávila, dimitiendo en octubre de 1982. Posteriormente fue procurador en la i legislatura de las Cortes de Castilla y León, así como la ii. Candidato en las municipales de 1987 por el Centro Democrático y Social (CDS), repetiría en el cargo de presidente de la diputación entre 1987 y 1991. Impulsaría posteriormente la constitución de la «Agrupación Independiente de Ávila» junto a José María Monforte.
Falleció en marzo de 2019 en Ávila, con 81 años de edad.
Enrique Berzal destaca como gestiones más relevantes de Daniel de Fernando al frente de la corporación provincial la construcción de carreteras, la extensión de la canalización del agua a un mayor número de localidades, la adquisición del Torreón de Lozoya y la conformación de la Fundación Cultural Santa Teresa.

## Reconocimientos
- Gran Cruz (con distintivo blanco) de la Orden del Mérito Militar (1982)[17]
- Medalla de Oro de la Provincia de Ávila (2008)[18]